# Henriette de Liechtenstein
Henriette de Liechtenstein est une princesse de la maison de Liechtenstein née le 6 juin 1843 et morte le 24 décembre 1931.
Fille de Aloïs II de Liechtenstein et de Franziska Kinsky von Wchinitz und Tettau (1813-1881), elle épouse en 1865 son cousin Alfred de Liechtenstein.
De cette union naissent :
- François de Liechtenstein (1868-1929).
- Aloïs de Liechtenstein (1869-1955).
- Jean de Liechtenstein (1873-1959), en 1906, il épouse Marie Andrassy (1886)-1961).
- Alfred de Liechtenstein (1875-1930), en 1912 il épouse Thérèse-Marie d'Œttingen-Wallerstein (1887-1971).
- Henri de Liechtenstein (1877-1915).
- Charles-Aloïs de Liechtenstein (de) (1878-1955), en 1921 il épouse Élisabeth d'Urach (de) (1894-1962).

Henriette de Liechtenstein est la grand-mère de François-Joseph II de Liechtenstein, et l'arrière-grand-mère de l'actuel prince régnant Hans-Adam II de Liechtenstein.

## Sources
- Jean-Charles Volkmann, Généalogie des rois et des princes, éd. Jean-Paul Gisserot, 1998  (ISBN 2877473740)